# Aminoglikozid N6'-acetiltransferaza
Aminoglikozid 6'-acetiltransferaza (EC 2.3.1.82, aminoglikozidna 6'-N-acetiltransferaza, aminoglikozid-6'-acetiltransferaza, aminoglikozid-6-N-acetiltransferaza, kanamicinska acetiltransferaza) je enzim sa sistematskim imenom acetil-KoA:kanamicin-B 6'-acetiltransferaza. Ovaj enzim katalizuje sledeću hemijsku reakciju
acetil-KoA + kanamicin-B {\displaystyle \rightleftharpoons } KoA + N6'-acetilkanamicin-B
Antibiotici kanamicin A, kanamicin B, neomicin, gentamicin C1a, gentamicin C2 i sisomicin su supstrati. Antibiotici gentamicin, tobramicin i neomicin, takođe mogu da deluju kao akceptori. 6-amino grupa purpurosaminskog prstena se acetiluje.

## Literatura
- Nicholas C. Price; Lewis Stevens (1999). Fundamentals of Enzymology: The Cell and Molecular Biology of Catalytic Proteins (Third изд.). USA: Oxford University Press. ISBN 019850229X.
- Eric J. Toone (2006). Advances in Enzymology and Related Areas of Molecular Biology, Protein Evolution (Volume 75 изд.). Wiley-Interscience. ISBN 0471205036.
- Branden C; Tooze J. Introduction to Protein Structure. New York, NY: Garland Publishing. ISBN 0-8153-2305-0.
- Irwin H. Segel. Enzyme Kinetics: Behavior and Analysis of Rapid Equilibrium and Steady-State Enzyme Systems (Book 44 изд.). Wiley Classics Library. ISBN 0471303097.
- William P. Jencks (1987). Catalysis in Chemistry and Enzymology. Dover Publications. ISBN 0486654605.

## Spoljašnje veze
- Aminoglycoside+N6'-acetyltransferase на 